# 六重奏曲 (トゥイレ)
六重奏曲（Sextett）変ロ長調 作品6は、ルートヴィヒ・トゥイレが1886年から1888年にかけて作曲した管楽器とピアノのための室内楽曲。

## 概要
ボルツァーノに生まれて幼くして両親を亡くしたトゥイレはギムナジウムで音楽への興味を育んだ。その後ヨーゼフ・ラインベルガーらに師事し、自らも多くの優れた門人を育てたことで知られる。リヒャルト・シュトラウスと親しく付き合ったが、先進的で大規模な音楽を志向した親友とは異なり、トゥイレは保守的な作風に留まり主に室内楽作品に精力を傾けた。
1889年に本作が出版された頃、室内楽ピアニストとして活躍する傍ら合唱指揮者としても名声を得ていた20代半ばのトゥイレは、既に対位法や楽器法に卓越した腕前を有していた。この作品においても楽器の取扱いに優れた技量が発揮されている。曲中でホルンが主要主題の提示にたびたび重要な役割を果たすことについては、リヒャルト・シュトラウスやホルンの名手であったリヒャルトの父フランツ・シュトラウスとの交流が影響している可能性も指摘される。
妻エンマに献呈。1889年にヴィースバーデンで開催された音楽祭で初演されたが、演奏者の調達にはシュトラウスも尽力したと伝えられている。

## 演奏時間
約28分

## 楽器編成
フルート、オーボエ、クラリネット、ホルン、ファゴット、ピアノ。

## 楽曲構成

### 第1楽章
アレグロ・モデラート 4/4拍子 変ロ長調
ソナタ形式。ピアノのトレモロの伴奏の上にホルンが雄大な表情の第1主題を出す（譜例1）。この主題は続いてクラリネットに、さらにフルートとファゴットの重奏に、そしてペザンテのピアノにと受け継がれていく。

譜例1
第2主題はまずクラリネットに出され、フルートが繰り返す（譜例2）。

譜例2
オーボエによってまとめられるとピアノが精力的なエピソードを奏し、他の楽器もこれに続く（譜例3）。

譜例3
ピアノによって新しい素材が挿入されると（譜例4）、まもなくまとめられて提示部を終える。

譜例4
展開部では専ら第1主題が扱われ、譜例1の反行形や縮小形も現れて十分に展開が行われる。続く再現部は提示部と同じくホルンが奏する譜例1から始まるが、第1主題は提示部に比べて簡素化されており、手短に第2主題の再現に移る。その後譜例3と譜例4を順序通りに聴いてコーダとなる。コーダは主に第1主題から作られているが、途中で第2主題も顔をのぞかせる。最後は勢いよく変ロ長調の主和音の強奏で閉じられる。

### 第2楽章
ラルゲット 3/4拍子 変ホ長調
冒頭からピアノが和音を奏でる中、ホルンが主要主題を提示する（譜例5）。

譜例5
譜例5が楽器間で受け渡されて豊かに歌われると、ピアノが導入する三連符に乗って変ホ短調の譜例6がフルートに現れる。

譜例6
譜例6がピアノに移されると大きく盛り上がるが、その後落ち着きを取り戻してクラリネットとファゴットがユニゾンで譜例7を奏で始める。

譜例7
ホルンが譜例5を再び出すとピアノは細かい音で静かにこれを支える。ピウ・レントとなって譜例7が出された後、譜例6の断片を回想しながら静かに楽章を結ぶ。

### 第3楽章
ガヴォット: アンダンテ, クアジ・アレグレット 2/4拍子 ト短調
オーボエが奏する譜例8の主題に始まる。この主題が各楽器で代わる代わる歌われていく。

譜例8
中間部はト長調に転じて2倍の速度となり、オーボエによっておどけた調子の主題が提示される。

譜例9
譜例9が発展して祝祭的な盛り上がりを築いた後、元のテンポに戻ってピアノがスケルツァンドで符点を付した譜例8の変形を回帰させる。その後は譜例8によって進められていくが、最後はフェルマータで音を十分伸ばしてから突如ピウ・モッソとなってあっさりと終了する。

### 第4楽章
フィナーレ: ヴィヴァーチェ 6/8拍子 変ロ長調
フルート、オーボエ、クラリネットが小刻みに奏でる和音に合わせ、ピアノが両手のユニゾンで主要主題を弾き始める（譜例10）。

譜例10
スケルツァンドのエピソードを挟むと、転調してヘ長調となりホルンが譜例11を出す。

譜例11
譜例11からフォルテッシモに達すると、音量を落としてホルンによりト長調の譜例12が出される。

譜例12
その後、しばらく譜例10が発展させられていくと冒頭と同じ和音の刻みが回帰して譜例10がもとの形で戻ってくる。さらに変イ長調となった譜例11、ヘ長調となった譜例12が次々と再現される。一度間を置いて静まり、弱音から譜例10を用いながら徐々にクレッシェンドしていくと、頂点で奏でられるフルートとオーボエのトリルを境にテンポをプレストとし、一気に全曲の幕を閉じる。